# Paul Jeanneney
Paul Jeanneney (Strasbourg, 6 août 1861 - Saint-Amand-en-Puisaye, 1920) est un céramiste français.

## Biographie

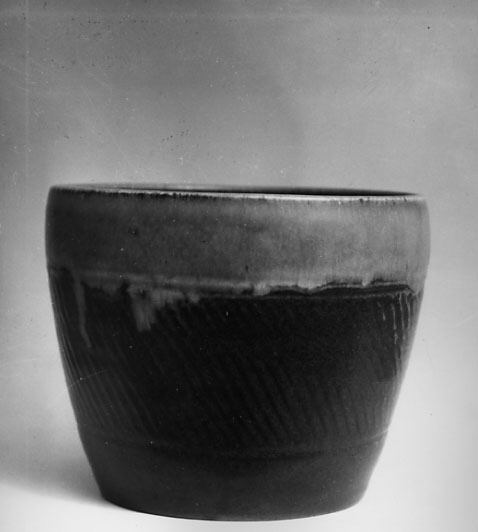
Bol en grès émaillé, vers 1900, Metropolitan Museum of Art.

Né Lœwenguth, et adoptant le nom de sa mère, ingénieur des arts et manufacture de l'école centrale Paris (Promotion 1885), Paul Jeanneney se spécialise dans la production de grès émaillés au « grand feu ».
À partir de 1890, il possède un atelier-logement parisien dans la cité fleurie, 65 boulevard Arago et se lie d'amitié avec Jean Carriès.
Il devient le propriétaire du château de Saint-Amand-en-Puisaye où il ouvre un important atelier.
En 1897, il expose 39 objets en grès émaillés au salon de la Société nationale des beaux-arts.